# Italienische Eishockeymeisterschaft 1927
Die Italienische Eishockeymeisterschaft 1927 war die dritte Austragung der Italienischen Eishockeymeisterschaft als Coppa Cinzano. Meister wurde zum dritten Mal in der Vereinsgeschichte der Hockey Club Milano. Bezüglich des Austragungsortes gibt es unterschiedliche Angaben – Mailand oder Cortina.

## Finale
| 26. Februar 1927 | Hockey Club Milano | 7:1 (6:1, 1:0) | Gruppo Sportivo Dolomiti di Cortina d’Ampezzo | Palazzo del Ghiaccio di Milano, Mailand |

## Meistermannschaft
Gianmario Baroni – Vittorio Bianchi – Guido Botturi – Enrico Calcaterra – Edoardo Piazza – Luigi Redaelli – Piero Roulet – Gianni Scotti – Decio Trovati